# Torre del Mas d'en Gosch
La Torre del Mas d'en Gosch, o Torre de Mas Boronat, és un edifici de Salomó (Tarragonès) inclòs a l'Inventari del Patrimoni Arquitectònic de Catalunya.

## Descripció
Damunt una cabana de pedra seca està feta la torre de maçoneria, amb arrebossat de calç, tenyit amb sulfat de ferro. La torratxa, independent de la cabana, és un mirador amb merlets i un banc perimetral rodó. Al mig, una taula d'un metre de diàmetre, circular, de marbre, assenyala els vuit vents i un seguit de direccions i de distàncies, de les més properes (com Torredembarra, a 10 km) a les més llunyanes (com Buenos Aires, a 5.500 km).

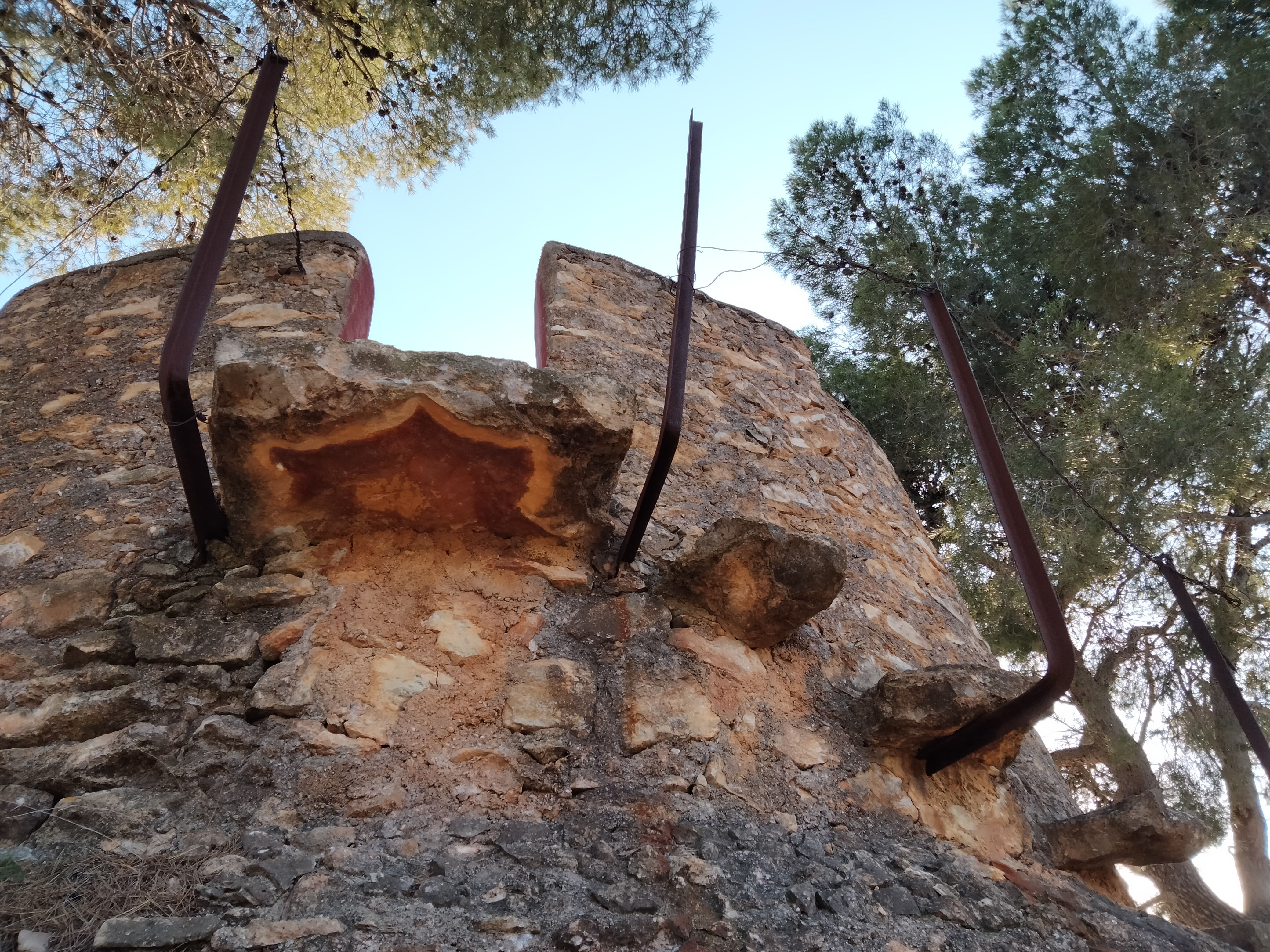
Detall de les escales i de la barana en mal estat

S'accedeix al mirador per unes escales de pedra encastades al mur; la barana, metàl·lica, està molt deteriorada, cosa que fa que la pujada sigui una mica perillosa.